# 翁冠英
翁冠英，字彝于，福建福清县人。明末進士。

## 生平
崇禎十五年（1642年）壬午科福建鄉試七十九名舉人，崇禎十六年（1643年）聯捷癸未科進士，三甲六十四名，任浙江海盐县知县。入清後隱逸不出。
撰有《重修天后庙碑记》，碑位于今广东省徐闻县海安镇。